# Molaina
Molaina je říčka 2. řádu na severu Litvy v okrese Panevėžys, levý přítok Nevėžisu, do kterého se vlévá 129,9 km od jeho ústí do Němenu. Pramení 2,5 km na západoseverozápad od vsi Barklainiai I, 14 km na východoseverovýchod od města Krekenava, na jižním okraji lesa Radikonių miškas, kterým napříč protéká směrem severním. Tímto celkovým směrem pokračuje, u obce Molainiai protéká rybníkem Molainių II tvenkinys (plocha: 11,3 ha; jižnější ze dvou rybníků u obce, severním protéká přítok Molainy Šakinė), od západu míjí okrajovou čtvrť jihozápadního cípu krajského města Panevėžys jménem Molainiai, před rybníkem Paviesečių tvenkinys prudce uhýbá k západu a po soutoku s Vešetou opět kolmo zpět k severu až k ústí do Nevėžisu. Šířka koryta je 5 – 8 m, průměrná hloubka 1,4 - 1,6 m, průměrný spád je 1,18 m/km. Rychlost proudu je 0,1 m/s. Průtok u ústí je 0,32 m³/s. Říčka je celá regulovaná. 

## Přítoky
- Levé:

| Hydrologické pořadí | Řeka       | Délka (km) | Povodí (km²) | Vzdálenost od ústí (km) | Ústí kde  | Koordináty ústí                  |
| ------------------- | ---------- | ---------- | ------------ | ----------------------- | --------- | -------------------------------- |
| 13010281            | M - 1      |            |              | 16,9                    |           |                                  |
| 13010284            | Gardinas   | 7,1        | 4,7          | 5,0                     | Molainiai | 55°42′20″ s. š., 24°17′12″ v. d. |
| 13010285            | Armuliškis | 3,6        | 2,8          | 3,1                     | Berniūnai | 55°42′50″ s. š., 24°16′6″ v. d.  |
| 13010286            | Vešeta     |            |              | 2,6                     | Berniūnai | 55°42′53″ s. š., 24°15′42″ v. d. |

- Pravé:

| Hydrologické pořadí | Řeka   | Délka (km) | Povodí (km²) | Vzdálenost od ústí (km) | Ústí kde  | Koordináty ústí                  |
| ------------------- | ------ | ---------- | ------------ | ----------------------- | --------- | -------------------------------- |
| 13010282            | M - 2  |            |              | 14,9                    |           |                                  |
| 13010283            | Šakinė |            |              | 5,4                     | Molainiai | 55°42′16″ s. š., 24°17′23″ v. d. |